# Озовил л Енвал
Озовил л Енвал (фр. Auzouville-l'Esneval) насеље је и општина у северној Француској у региону Горња Нормандија, у департману Приморска Сена која припада префектури Руан.
По подацима из 2011. године у општини је живело 363 становника, а густина насељености је износила 64,13 становника/km². Општина се простире на површини од 5,66 km². Налази се на средњој надморској висини од 165 метара (максималној 173 m, а минималној 129 m).

## Демографија
| 1962. | 1968. | 1975. | 1982. | 1990. | 1999. | 2011. |
| ----- | ----- | ----- | ----- | ----- | ----- | ----- |
| 155   | 190   | 183   | 260   | 298   | 354   | 363   |

График промене броја становника у току последњих година